# Katapolítani
Katapolítani (Cadanarapuritana, Cadaupuritana, Catapolitana, Catapolitani, Catapolítani, Kataporítana, Kadauapuritana, Kadaupuritana, Kadawapuritâna, Pixuna-tapuya), pleme američkih Indijanaca nastanjeno sjeverno od Amazone uz srednji tok rijeke Isana (Içana) u brazilskoj državi Amazonas. Jezično su srodni s Mapanai i Moriwene a pripadaju široj skupini Baníwa do Içana. 
Brojno stanje iznosilo je 1900. godine između 100 i 150. Selo: Tunuí (Tunuhy).

## Rječnik
- átsinali čovjek /  homem / hombre / man
- gámui sunce /  sol / sol / sun
- inaru žena /  mulher / mujer / woman
- kéri mjesec /  lua / luna / moon
- sóniri otac /   pai / padre / father
- yenipe dijete /  criança / niño / child[2]

## Vanjske poveznice
- Baniwa[neaktivna poveznica]